# Ѣ
Das Ѣ (Kleinbuchstabe ѣ), genannt Jat (kyrillisch ять, wiss. Transliteration jat’), ist ein kyrillischer Buchstabe, welcher im Altkirchenslawischen einen Laut repräsentierte, der auf das urslawische rekonstruierte *ě zurückgeht. Daher bezeichnet man auch diesen Laut in der Slawistik als Jat.
Das Zeichen ist nicht identisch mit dem Halbweichheitszeichen Ҍ ҍ.

## Der Laut*ě
Der urslawische Laut *ě war zunächst aus urindogermanischem langem *ē entstanden, später wurden auch die Diphthonge *ai und *oi zu *ě (vgl. z. B. idg. *sēmen > urslaw. *sěmę, lat. sēmen, ahd. sâmô, nhd. Samen). Die Aussprache dieses Lauts war vermutlich ein langer, sehr offener Vorderzungenvokal [æː], vielleicht aber auch schon seit ältester Zeit dialektal verschieden und in einigen Gegenden ein recht enger Vorderzungenvokal [eː].
In der weiteren Entwicklung ist *ě in den verschiedenen slawischen Sprachen mit unterschiedlichen Lauten auf der gesamten Skala von [a] bis [i] vertreten.

### Die Vertretung von*ěim Ostslawischen
Im Russischen und Belarussischen ist *ě mit *e zu [ɛ] zusammengefallen, während es im Ukrainischen als [i] erscheint. Dabei ist zu beachten, dass dieses [i] ein anderes ist als das Reflex des urslawischen *i, das im Ukrainischen als [ɪ] vertreten ist. Man kann das Ukrainische also nicht als „ikavisch“ bezeichnen. (Beispiele)

### Die Vertretung von*ěim Westslawischen
Im Polnischen ist *ě – ähnlich wie im Bulgarischen – vor „hartem“ Dental zu [a] geworden, in allen anderen Fällen zu [ɛ] (siehe auch Polnische Vokalumlautung).
Im Tschechischen ist langes *ě zu [iː] geworden (und dadurch mit *i zusammengefallen), kurzes *ě zu [ʲɛ] (ebenso wie *ę).
Im Slowakischen wurde langes *ě zu [iɛ], kurzes zu [ɛ].
Im Obersorbischen ist das *ě hinter s und z zu [ɨ] geworden, während es sich im Niedersorbischen zu [ɛ] verändert hat.
(Beispiele)

### Die Vertretung von*ěim Südslawischen

#### Slowenisch
Im Slowenischen entwickelte sich *ě zu einem geschlossenen [e] – im Unterschied zu *e, das als offenes [ɛ] vertreten ist. (Beispiele)

#### Serbokroatische Dialekte: Ekavisch, Ijekavisch, Ikavisch
Während in den kajkavischen Dialekten des Kroatischen *ě überwiegend als geschlossenes [e] vertreten ist wie im Slowenischen, werden sowohl die štokavischen als auch die čakavischen Dialekte jeweils nach der verschiedenen Vertretung von *e in ekavische, ijekavische und ikavische weiter unterteilt. Dabei ist in den ekavischen Dialekten *ě mit *e zu [ɛ] und in den ikavischen mit *i zu [i] zusammengefallen. In den ijekavischen Dialekten ergab sich ein Diphthong [iɛ], der lang als ije und kurz als je geschrieben wird und hauptsächlich in der bosnischen Sprache verwendet wird. (Daher nennt man die ijekavischen Dialekte bisweilen auch jekavisch; vgl. die Dialektkarte bei Brabec/Kraste/Živković.) Im Ijekavischen steht vor o < l der ikavische, nach r bisweilen der ekavische Reflex, z. B. htio < *chъtělъ ‘wollte’, vremena < *vrěmene ‘Zeit (Gen. Sg.)’ (aber: vrijeme < *vrěmę ‘Zeit (Nom. Sg.)’).
Die modernen Standardvarietäten entwickelten sich im 19. Jahrhundert allesamt auf der Grundlage eines štokavisch-ijekavischen Dialekts (aus der Region Ostherzegowina), so dass Standardbosnisch, -kroatisch und -montenegrinisch sowie die serbische Varietät in Bosnien und Herzegowina ijekavisch sind. Lediglich im Serbischen Serbiens hat sich letztlich das Ekavische der Vojvodina durchgesetzt. (Beispiele)

#### Bulgarisch und Mazedonisch

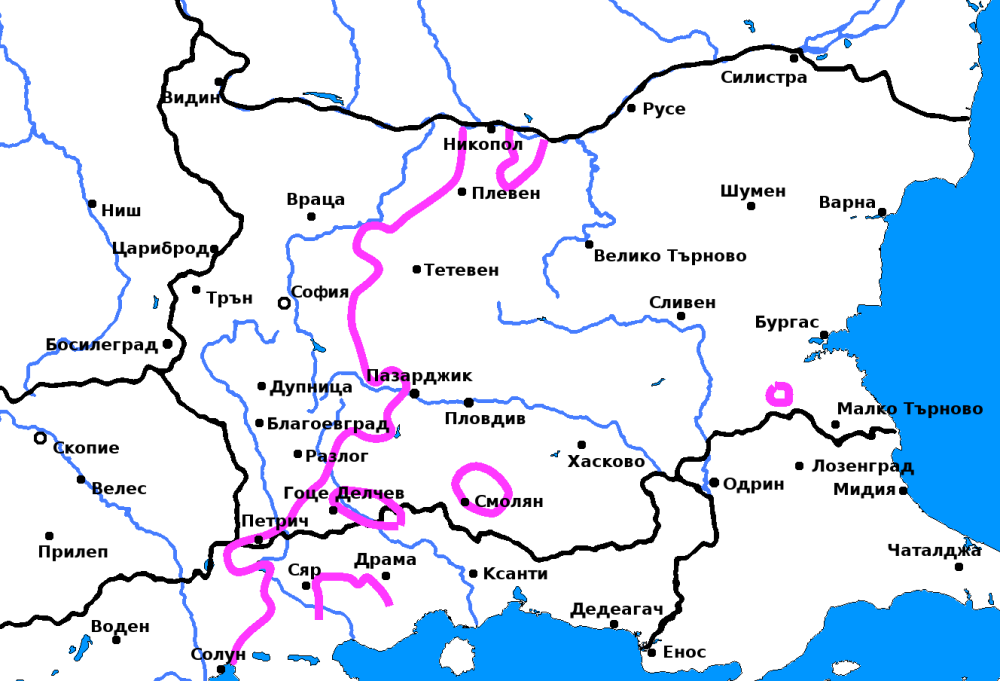
Jat-Grenze, westlich derer *ě nur als /[ɛ]/ vertreten ist

Die östlichen südslawischen Dialekte sind durch verschiedene Mischungen der *ě-Reflexe [a] und [ɛ] gekennzeichnet, wobei im Osten [a] überwiegt und im Westen [ɛ].
In der bulgarischen Standardsprache ist *ě als [ʲa] vertreten, wenn es in betonter Stellung vor einem nicht palatalisierten („harten“) Konsonanten stand. Die Konsonanten Ч, Ш und Ж werden hierbei als palatalisierte Konsonanten gezählt, obwohl sie im Bulgarischen nicht palatal sind. In allen anderen Fällen steht [ɛ]. Diese /a/-/e/-Alternation wird in vielen Bulgarisch-Lehrbüchern und Grammatiken я-кане oder променливо я genannt.
Im Mazedonischen ist *ě in allen Positionen mit *e zu [ɛ] zusammengefallen (ebenso wie im ekavischen Serbisch).

### Übersicht mit Beispielwörtern
| Urslawisch     | *bělъjь ‘weiß’ (Nom. Sg. m.) (langes *ě) | *běliji ‘weiß’ (Nom. Pl. m.) (langes *ě) | *měriti ‘messen’ (kurzes *ě) | *čitati ‘lesen’ (*i) | *devętь ‘neun’ (*e) | *sěmję ‘Same’             |
| Russisch       | belyj (белый)                            | belye (белые)                            | merit’ (мерить)              | čitat’ (читать)      | devjat’ (девять)    | semja (семя)              |
| Belarussisch   | bely (белы)                              | belyja (белыя)                           | merac’ (мераць)              | čytac’ (чытаць)      | dzevjac’ (дзевяць)  | semja (семя)              |
| Ukrainisch     | bilyj (білий)                            | bili (білі)                              | mirjaty (міряти)             | čytaty (читати)      | dev”jat’ (дев’ять)  | sim”ja (сім’я)            |
| Polnisch       | biały                                    | bieli                                    | mierzyć                      | czytać               | dziewięć            | siemię                    |
| Niedersorbisch | běły                                     | -                                        | měriś                        | cytaś                | źewjeś              | semje                     |
| Obersorbisch   | běły                                     | běli                                     | měrić                        | čitać                | dźewjeć             | symjo                     |
| Tschechisch    | bílý                                     | bílí                                     | měřit                        | číst                 | devět               | semeno (literarisch sémě) |
| Slowakisch     | biely                                    | bieli                                    | merať                        | čítať                | deväť               | semeno (oder semä)        |
| Slowenisch     | bel                                      | beli                                     | meriti                       | čitati               | devet               | seme                      |
| Ekavisch       | beli (бели)                              | beli (бели)                              | meriti (мерити)              | čitati (читати)      | devet (девет)       | seme (семе)               |
| Ijekavisch     | bijeli (бијели)                          | bijeli (бијели)                          | mjeriti (мјерити)            | čitati (читати)      | devet (девет)       | sjeme (сјеме)             |
| Ikavisch       | bili                                     | bili                                     | miriti                       | čitati               | devet               | sime                      |
| Mazedonisch    | bel (бел)                                | beli (бели)                              | meri (мери)                  | čita (чита)          | devet (девет)       | seme (семе)               |
| Bulgarisch     | bjal (бял)                               | beli (бели)                              | merja (меря)                 | četa (чета)          | devet (девет)       | seme (семе)               |

## Der Buchstabe ѣ

### Glagolitisch
Im glagolitischen Alphabet gab es nur einen Buchstaben  (in der kroatischen, eckigen Schrift , Auszeichnungsform ), der gleichzeitig *ě und *ja bezeichnete. Dies deutet darauf hin, dass das glagolitische Alphabet in einer Region erfunden wurde, in der *ě und *ja zusammengefallen waren.

### Kyrillisch

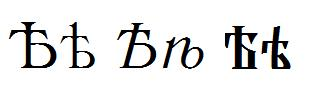
Der kyrillische Buchstabe Jat in der heute üblichen Zivilschrift, kursiv und in alter Kyrilliza

Das kyrillische Alphabet, das offensichtlich in einem anderen Gebiet entstanden ist als das glagolitische, unterscheidet zwischen ѣ für *ě und я für *ja.
Nach der Klassifizierung von August Leskien gehören nur solche kyrillisch geschriebenen Texte zum Kanon des Altkirchenslawischen, bei denen die Grapheme für *ě und für *ja verwechselt werden, da dies darauf hindeutet, dass sie aus einer glagolitischen Vorlage abgeschrieben sind. Diejenigen Handschriften, die dieses Kriterium nicht erfüllen, werden nicht zum Kanon gezählt, weswegen ihre Sprache als eine Redaktion des Kirchenslawischen zu bezeichnen ist. Hierdurch wurde für die Definition des Altkirchenslawischen eine areale Festlegung getroffen, wodurch verschiedene Handschriften trotz ihres beachtlichen Alters nicht als Kanontexte gelten.
In den heutigen slawischen Schriftsprachen kommt der Buchstabe nicht mehr vor. Zuletzt wurde er bei der Rechtschreibreform 1918 im Russischen und gar erst 1945 im Bulgarischen abgeschafft.
Von der Buchstabenform sehr ähnlich ist das sogenannte Halbweichheitszeichen (Ҍ), welches aber eine andere Funktion erfüllt.

### Zahlenwert
Das Jat gehört zu denjenigen glagolitischen bzw. kyrillischen Buchstaben, die einen Laut bezeichnen, der im Griechischen nicht vorhanden war, so dass es keinen griechischen Buchstaben dafür gab, den man hätte übernehmen können. Dementsprechend hat Jat weder im Glagolitischen noch im Kyrillischen einen Zahlenwert. Die Herkunft der Buchstabenformen ist unklar.

## Zeichenkodierung
| Standard  | Standard    | Majuskel Ѣ                  | Minuskel ѣ                |
| --------- | ----------- | --------------------------- | ------------------------- |
| Unicode   | Codepoint   | U+0462                      | U+0463                    |
| Unicode   | Name        | CYRILLIC CAPITAL LETTER YAT | CYRILLIC SMALL LETTER YAT |
| UTF-8     | UTF-8       | D1 A2                       | D1 A3                     |
| XML/XHTML | dezimal     | &#1122;                     | &#1123;                   |
| XML/XHTML | hexadezimal | &#x0462;                    | &#x0463;                  |